# アダム・ムパリ
アダム・ムパリ（Adam Mpali、2002年5月29日 - ）は、ガボンの競泳選手。男子50m平泳ぎのガボン国内記録保持者。妹のアヤ・ムパリも競泳選手。
2011年7月28日、9歳の時、エスチュエール州ドニ岬へ向かう船に家族で乗ったところ、出発後間もなく船が沈み始めた。両親は助からなかったが、アダムとアヤの兄妹は陸まで3時間泳ぎ続けて生還した。
現在はフランスでトレーニングしている。
2021年の東京オリンピックの男子50m自由形に出場し、予選で自己ベストを更新した。同大会には妹のアヤ・ムパリも共に出場した。

## 主な戦績
| 年   | 大会             | 開催地     | 種目      | 順位             | 記録   | 備考     |
| ---- | ---------------- | ---------- | --------- | ---------------- | ------ | -------- |
| 2019 | 世界水泳選手権   | 光州       | 50m自由形 | 予選敗退 (128位) | 30秒26 |          |
| 2019 | アフリカ競技大会 | ラバト     | 50m自由形 | 予選敗退 (42位)  | 28秒45 |          |
| 2019 | アフリカ競技大会 | ラバト     | 50m平泳ぎ | 予選敗退 (28位)  | 36秒68 | 国内記録 |
| 2021 | オリンピック     | 東京       | 50m自由形 | 予選敗退 (68位)  | 27秒66 | 自己記録 |
| 2022 | 世界水泳選手権   | ブダペスト | 50m自由形 | 予選敗退 (87位)  | 27秒93 |          |
| 2023 | 世界水泳選手権   | 福岡       | 50m自由形 | 予選敗退 (108位) | 28秒15 |          |

## 記録
| 種目      | 記録   | 年月日        | 場所     | 備考     |
| --------- | ------ | ------------- | -------- | -------- |
| 50m自由形 | 27秒66 | 2021年7月30日 | 日本     |          |
| 50m平泳ぎ | 36秒68 | 2019年8月21日 | モロッコ | 国内記録 |